# 낫 오케이
《낫 오케이》(영어: Not Okay)는 2022년 공개된 미국의 풍자 블랙 코미디 드라마 영화로, 퀸 셰퍼드가 감독을 맡았다.

## 출연진
- 조이 도이치
- 미아 아이작
- 딜런 오브라이언
- 나디아 알렉산더
- 엠베스 데이비츠
- 브레넌 브라운
- 카란 소니
- 줄리아 머니
- 퀸 셰퍼드